# Селенг
Селенг — наём, денежно-имущественная операция, передача собственником своих прав пользования и распоряжения имуществом селенг-компании за плату. Собственник остаётся владельцем переданного имущества, и селенг-компания должна по его первому требованию возвратить имущество.
Термин селенг был придуман основателями компании - финансовой пирамиды Русский дом Селенга и никем, кроме них, никогда не использовался.
В рекламных материалах РДС утверждалось:
«Селенговая компания может привлекать имущество физических и юридических лиц — земельные участки, предприятия, здания, сооружения, оборудование, деньги. Предприятиям этот механизм позволяет более рационально управлять своим имущественным комплексом, отдавая неиспользуемое оборудование, торговые, складские площади в распоряжение селенг-компании или, наоборот, пользоваться её услугами при возникновении временной потребности в тех или иных объектах».
В качестве «вторичного селенга» основатели РДС оформляли передачу средств поставщику при проведении факторинговой операции.